# Pseudopalmulidae
Pseudopalmulidae es una familia de foraminíferos bentónicos que en las clasificaciones tradicionales hubiese sido incluida en la superfamilia Palaeotextularioidea, del suborden Fusulinina y del orden Fusulinida. Su rango cronoestratigráfico abarca desde el Eifeliense (Devónico medio) hasta el Frasniense (Devónico superior).

## Discusión
Clasificaciones más recientes hubiesen incluido Pseudopalmulidae en la superfamilia Semitextularioidea, del suborden Earlandiina, del orden Earlandiida, de la subclase Afusulinana y de la clase Fusulinata. También ha sido incluido en la Superfamilia Pseudopalmuloidea del Orden Pseudopalmulida. Normalmente es considerado un sinónimo posterior de Semitextulariidae.

## Clasificación
Pseudopalmulidae incluía a las siguientes subfamilia y géneros:
- Subfamilia Pseudopalmulinae
  - Paratextularia †
  - Petchorina †
  - Pseudopalmula †